# Yannick Schmid
Yannick Schmid (* 11. Mai 1995 in Luzern) ist ein Schweizer Fussballspieler, der aktuell beim FC Wil in der Challenge League unter Vertrag steht.

## Karriere

### Verein
Seine Juniorenzeit verbrachte Schmid beim SC Kriens und dem FC Luzern.
Nachdem er im Sommer 2013 in das Kader der U21 des FC Luzern gekommen war, wurde er ein halbes Jahr an Zug 94 ausgeliehen, um Spielpraxis zu sammeln.
Im Sommer 2015 schaffte er den Sprung in das Kader der 1. Mannschaft des FC Luzern in die Super League, wo er seinen ersten Profivertrag bis Ende Juni 2017 unterschrieb. Er debütierte am 8. Mai 2016 beim Auswärtsspiel beim FC Vaduz in der Schweizer Super League, wo er gleich durchspielte.
Im Juni 2016 wurde Schmid vom FC Luzern für ein Jahr bis Ende Juni 2017 an den FC Wohlen in die Challenge League ausgeliehen.
Der FC Luzern verlängerte den auslaufenden Vertrag im Mai 2017 um zwei weitere Jahre bis Ende Juni 2019. 
Schmid schoss am 9. August 2017 sein erstes Meisterschaftstor in der Super League für den FC Luzern beim 2:0-Auswärtssieg gegen den FC St. Gallen.
Nachdem sein Vertrag beim FC Luzern nicht verlängert worden war, wechselte Schmid im Sommer 2019 zum FC Vaduz in die Challenge League, wo er einen Vertrag bis Ende Juni 2021 unterschrieb. In seiner ersten Saison 2019/20 mit dem FC Vaduz stieg Schmid in die Super League auf.
Per Ende Juli 2022 wechselte Schmid dank einer Ausstiegsklausel zum FC Winterthur in die Super League.
Im September 2024 schloss er sich dem FC Wil in der Challenge League an, bei dem er einen Zweijahresvertrag bis 2024 unterzeichnete. Im November 2024 wurde er beim Auswärtsspiel gegen den FC Aarau (1:1) als Captain aufgestellt, weil der sonstige Spielführer der Wiler Kastrijot Ndau verletzt war.

### Nationalmannschaft
Schmid absolvierte am 26. März 2016 ein Länderspiel für die Schweizer U-20-Nationalmannschaft gegen Deutschland (1:1).

## Erfolge
FC Vaduz
- Aufstieg in die Super League: 2020
- Liechtensteiner Cup: 2022